# Била (река)
Била је лева притока реке Лашве у Босни и Херцеговини. Извире на западним падинама Вучје планине, северно од планине Влашић.
Дуга је 30 km. У горњем току, до насеља Глуковице, усекла се дубоком клисуром, а од насеља Пољнице, пролази широким пољем Дубраве. У долини има доста трагова рударства. Радило се највише на испирању злата. Била се улива у Лашву код Хан Биле.